# (6128) Lasorda
(6128) Lasorda (1989 LA) – planetoida z pasa głównego asteroid okrążająca Słońce w ciągu 4,31 lat w średniej odległości 2,65 j.a. Odkryta 3 czerwca 1989 roku.